# Rob van Schaik (1939)
Robertus Henricus Johannes (Rob) van Schaik (Maarheeze, 23 maart 1939) is een voormalig Nederlands politicus van de KVP en later het CDA.
Hij werd geboren als zoon van R.H van Schaik (1906-1982) die toen burgemeester van Maarheeze was. Zelf is hij afgestudeerd in het Nederlands recht aan de Katholieke Universiteit Nijmegen en vanaf 1967 was hij werkzaam op de gemeentesecretarie van Wassenaar. Eind 1971 werd R.H.J. van Schaik benoemd tot burgemeester van de Gelderse gemeenten Bergharen en Horssen en in 1978 volgde zijn benoeming tot burgemeester in Groenlo. In maart 1991 werd Van Schaik de burgemeester van Waalwijk. Hij diende als burgemeester van Waalwijk tot hij in de zomer van 2001 vervroegd met pensioen ging.